# Ignasi Maria de Ferran i de Ribes
Ignasi Maria de Ferran i de Ribes (Barcelona, 1839 - 4 de desembre de 1880), fou un jurisconsult, sociòleg i filòsof.
Era fill de Andreu de Ferran i Dumont (Barcelona 1816-1903) i Francesca Ribes Delcros nascuda a Ceret. Va ser pare del músic Pere-Enric de Ferran i de Rocabruna.
Fou deixeble de Xavier Llorens i Barba. Va exercir a Oviedo com a catedràtic d'economia política i estadística; i a Oviedo i Barcelona, de catedràtic de dret polític i administratiu. També fou secretari del Foment de la Producció Nacional i de l'Institut del Foment. El 1877 va presidir l'Ateneu Barcelonès.
Va defensar a Madrid els interessos proteccionistes dels fabricants catalans.
Va escriure a «La Defensa de la Sociedad», «Eco de la Producción» i «Revista Agrícola».
També fou l'autor de diverses obres i uns quants opuscles, entre els quals es destaquen:
- «Crónica de la Reunión y Concurso Agrícolas de Figueras : 1863, 11, 12 y 13 de septiembre», (castellà) (1863)[4]
- «Del cambio mercantil : importancia de este contrato en el comercio : discurso leído en la Universidad Central» (castellà) (1864).[5]
- «La cuestión social» (castellà) (1873).
- «Extracto metódico de un curso completo de derecho político y administrativo», (castellà) (1873).
- «Cartas de un arrepentido de la Internacional. El comunismo. El derecho al trabajo y la libertad del trabajo», (castellà) premiat amb accèssit per la Reial Acadèmia de Ciències Morals i Polítiques en concurs extraordinari de 1875.[6]
- «Cartas a un arrepentido de la Internacional : las huelgas de trabajadores, las asociaciones de obreros y las cajas de ahorros», (castellà) (1882)